# Watermark
Watermark je drugi studijski album irske pjevačice, kantautorice i glazbenice Enye. Diskografska kuća WEA objavila ga je 19. rujna 1988. godine. Nakon objave prethodnog albuma Enya (1987.) potpisala je ugovor s Warnerom pošto se igrom slučaja upoznala s predsjednikom Robom Dickinsom, kojemu se svidjela njezina glazba. Tim joj je ugovorom omogućena velika umjetnička i kreativna sloboda uz minimalna upletanja izdavača i bez rokova do kojih bi trebala dovršiti uradak. Enya je Watermark snimala deset mjeseci sa svojim dugogodišnjim suradnicima – menadžerom, producentom i aranžerom Nickyjem Ryanom i njegovom suprugom, tekstospisateljicom Romom Ryan. Izvorno je snimljen u demoinačici u Irskoj, a potom je ponovno snimanje, miksanje i digitalno masteriranje održano u Londonu. Na Watermarku su prisutni različiti stilovi glazbe – spajaju se Enyini vokali snimljeni u više kanala, klavijature i udaraljke s elementima keltske, ambijentalne i new age glazbe, premda Enya ne smatra da njezini uradci spadaju pod potonju kategoriju.
Watermark je dobio brojne pozitivne kritike recenzenata i postigao je neočekivan komercijalan uspjeh, zbog čega je Enya postala svjetski poznata. Pojavio se na petom mjestu ljestvice UK Albums Chart u Ujedinjenom Kraljevstvu, dvadeset i petom mjestu ljestvice Billboard 200 u SAD-u i prvom mjestu ljestvica na Novom Zelandu i u Švicarskoj. Postigao je četverostruku platinastu nakladu zbog 1,2 milijuna prodanih primjeraka u Ujedinjenom Kraljevstvu i četiri milijuna prodanih primjeraka u SAD-u. Kako bi podržala album, Enya je otišla na svjetsku promidžbenu turneju tijekom koje je održavala intervjue i nastupe. Četiri singla objavljena su s albuma, među kojima je i uspješnica "Orinoco Flow", koja je ušla u prvih deset mjesta ljestvica u više država i koja je tri tjedna provela na prvom mjestu ljestvice u Ujedinjenom Kraljevstvu. Watermark je ponovno objavljen 1989., 1991. i 2009. godine; na prvim dvama inačica nalazi se bonus pjesma "Storms in Africa (Part II)"; treće je izdanje objavljeno u Japanu i na njemu se nalazi bonus pjesma "Morning Glory".

## Pozadina
U ožujku 1987. Enya je objavila Enyu, svoj istoimeni debitantski studijski album; u Ujedinjenom Kraljevstvu objavio ga je BBC Records, a u SAD-u ga je objavio Atlantic Records. Nastao je kao rezultat rada na popratnoj glazbi za dokumentarnu seriju The Celts TV programa BBC2, a na njemu su radili Enya i njezini dugogodišnji suradnici – menadžer, aranžer i producent Nicky Ryan i njegova supruga, tekstospisateljica Roma Ryan. Postigao je manji komercijalni uspjeh – pojavio se na 69. mjestu ljestvice u Ujedinjenom Kraljevstvu. Robu Dickinsu, tada predsjedniku britanske podružnice Warner Musica, svidio se taj album ubrzo nakon njegove objave i slušao ga je "svake noći prije odlaska u krevet". Nekoliko je tjedana kasnije upoznao Enyu i bračni par Ryan tijekom slučajnog susreta na godišnjoj dodjeli nagrada Irish Recorded Music Associationa u Dublinu; ondje je saznao da je Enya razmišljala o potpisivanju ugovora s drugom diskografskom kućom, zbog čega ju je nagovorio da potpiše ugovor s Warnerom. Nakon pregovora Dickins je Enyi ponudio ugovor u vrijednosti od 75.000 funti i omogućio joj potpunu umjetničku slobodu bez upletanja menadžmenta i zadanih rokova za dovršavanje albuma. Dickins je kasnije izjavio: "Ponekad potpišete ugovor s izvođačem kako biste stekli novac, a ponekad potpišete ugovor s izvođačem kako biste dobili glazbu. Ovo je očiti primjer potonje motivacije... Želio sam uključen u tu glazbu." U međuvremenu se Enya odvojila od Atlantic Recordsa i potpisala ugovor s Geffen Recordsom (kojim je upravljao Warner) za distribuciju albuma u Sjevernoj Americi.

## Snimanje
Nakon što je dobila zeleno svjetlo za izradu albuma, Enya je Watermark počela snimati u lipnju 1987., a snimanje je trajalo do travnja 1988. godine. Izvorno je snimljen u demoinačici u Aigle Studiju, studiju sa 16 kanala koji se nalazio u podrumu Ryanovih, a koji je naknadno premješten u Artane, sjeverno predgrađe Dublina. Nicky se služio Fostexovim kasetofonom E16, zvučnicima KEF i Yamaha NS-10M, dvama Alesisovim procesorima MIDIverb II, ATC-om Q1 za reverb i Rolandovim SDE-1000 Digital Delayem za delay. Namjerno nije želio komprimirati zvuk jer je želio da glazba zvuči zadovoljavajuće "s gledišta snimanja". Enya je skladala i snimila album bez korištenja click tracka kako bi zadržala prirodniju atmosferu glazbe. Enya je svirala na različitim klavijaturama i sintesajzerima, među kojima su Yamahin KX88 Master, Yamaha DX7, Emulator III, Oberheim Matrix, Akai S900, Roland D-50 i Juno-60. Potonje joj je glazbalo bilo najdraže; prije snimanja albuma namjeravala je nadograditi zbirku zvukova na tom glazbalu, no nije uspjela naći prikladne zamjenske zvukove.
Nakon dovršetka snimanja demoinačice albuma Dickins je predložio da ga se ponovno snimi digitalnom tehnikom u profesionalnijem studiju – analogna je oprema u Aigleu stvorila šum na vrpci, što je štetilo kvaliteti glazbe. Nicky je primijetio i da se kvaliteta Enyinih vokala snimljenih na više kanala također smanjila, zbog čega im je preostalo jedino ponovno ih snimiti, premda je kasnije izjavio da je na digitalnoj inačici albuma izgubljena "toplina". Snimanje se odvijalo u Orinoco Studiosu u Bermondseyju u Londonu i trajalo je dva mjeseca; koproducent, tonac i mikser albuma je Ross Cullum. "Storms in Africa" i "Orinoco Flow" dovršene su na dvama studijskim magnetofonima s 32 kanala marke Mitsubishi. Budući da je bila udaljena od "intimnog i prisnog" ozračja kućnog studija, Enyi je rad u Londonu bio zahtjevan jer joj je vreva grada otežavala koncentraciju. Nicky je izjavio da je studio bio dizajniran "na posve lud način" i da je njemu i Enyi rad u takvom okruženju bio zabavniji. Krajem snimanja albuma Enya se spotaknula preko stepenice i posjekla koljeno na dvama mjestima. Nastavljala je raditi, "uzimala je teške analgetike, a u studiju je sjedila tako što joj je jedna noga bila položena na jastuke." Cullum je miksao veći dio albuma u Wessex Sound Studiosu; Jim Barton miksao je "Orinoco Flow".
Watermark je postavio temelje za Enyin glazbeni stil u kojem se spajaju njezini vokali snimljeni u više kanala, pjesme utemeljene na klavijaturama i utjecaji keltske glazbe. Enya je smatrala da je dodavanje slojevitih vokalnih dionica njezinoj glazbi davalo "ljudski izričaj" jer joj je isključivo korištenje klavijatura i sempliranja zvučalo "pomalo linearno i izravno". Ideju da vokalne dionice snimi u više kanala Enya je dobila početkom 1980-ih dok je bila članica Clannada, obiteljskog keltskog sastava. Nicky je bio menadžer te skupine, a grupa je bila pod utjecajem The Beach Boysa i tehnike "zvučnog zida" koju je popularizirao Phil Spector; Nicky i Enya često su raspravljali o tome da Enyin glas učine slojevitim kako bi postao zasebno glazbalo. Nakon eksperimentiranja s tim konceptom na Enyi vokali su na Watermarku postali prisutniji; za određene dijelove pjesama snimljeno je i preko dvjesto vokalnih dionica. Jednom prilikom u nekoliko je dana snimljeno oko devedeset dionica, no smatrali su da nisu dovoljno dobre, pa su ih obrisali i počeli ispočetka. Takav je slučaj pogotovo bio tijekom snimanja klavirskog instrumentala "Miss Clare Remembers" – razmišljali su o tome da snime vokale za tu pjesmu, ali na koncu su odbacili tu ideju.

## Pjesme
Watermark se sastoji od jedanaest pjesama, od kojih su njih osam napisale Enya i Roma. Preostale tri skladbe instrumentali su koje je samostalno napisala Enya. Na Enyi je izvodila vokalne solističke dionice, no na Watermarku je željela da ih izvode ostala glazbala, pa je pozvala dodatne glazbenike da odsviraju već osmišljene dijelove: Neil Buckley svira klarinet na pjesmi "On Your Shore"; Chris Hughes svira rototome na pjesmi "River", a na "Storms in Africa" svira i rototome i afričke bubnjeve; Davy Spillane svira low whistle i irske gajde na pjesmama "Exile" i "Na Laetha Geal M'óige". Enya pjeva na irskom, koji joj je materinski jezik, na engleskom i na latinskom. O albumu je 2000. godine izjavila: "Kad se prisjetim... Riječi govore o gubitku, o razmišljanju, o progonstvu – ne nužno progonstvo iz vlastite zemlje, nego udaljenost od onih koje volite. Tematika je potraga, žudnja, posezanje za odgovorima. Ocean je glavna slika. On je simbol velikog putovanja."

### A-strana
Watermark započinje istoimenom skladbom; Enya se takvim pristupom poslužila i na idućim trima njezinim albumima. Ime je nadahnuo Romin pjesnički rad koji je pisala u vrijeme snimanja. Međutim, pjesma je ostala instrumentalna, a pjesnički rad na koncu nije iskorišten. Prvi je put otisnuta u knjižici za Only Time – The Collection, Enyin box set iz 2002. godine. Enya i Nicky pjesmu su posvetili Bonesu Howeu, američkom producentu i Nickyjevu prijatelju koji je nadahnuo jedinu riječ koju Enya pjeva u toj skladbi: "Howe". U susretu s Enyom princeza Diana otkrila je da joj je "Watermark" omiljeni album.
"Cursum Perficio" nastala je nakon što su Enya i Ryanovi pogledali dokumentarni film o američkoj glumici i modelu Marilyn Monroe, koja je jednom prilikom napisala tu frazu na pločicama ispred vrata svoje kuće. Na latinskom jeziku znači "Moje putovanje završava [ovdje]", a Roma je uz frazu dopisala tekst na latinskom jeziku. Enya je željela da njezin glas bude "snažan i čvrst" poput glasova u zborskom djelu, a brzo je uvidjela da prevođenje pjesme na engleski ili irski ne bi primjereno upotpunilo glazbu, zbog čega je tekst ostao na latinskom.
"On Your Shore" odnosi se na plažu Magheragallon u Enyinu rodnom gradu Gweedoreu u grofoviji Donegal; na toj se plaži nalazi groblje na kojem su pokopani njezini baka i djed. Enyu je na pisanje pjesme potaknuo njezin emocionalan i intiman odnos prema djetinjstvu. Objasnila je: "Kad su prvi ljudi počeli živjeti u Gweedoreu, postojala je neka vrsta skloništa za ribare... U vrijeme mise došlo je more i svi su pomrli. Ima mnogo takvih priča – počeli bismo pričati o njima i pjesma bi evoluirala." U početku je skladana kao instrumentalna pjesma, ali su Enya i Nicky kasnije zaključili da bi tekst poboljšao pjesmu. Nekoliko su puta eksperimentirali s vokalima, no nijedan eksperiment nije im bio prikladan, zbog čega su odlučili pojednostaviti pristup i snimiti pjesmu uz pomoć jedne vokalne dionice i jednog sintesajzera. Solistička dionica za klarinet na demoinačici je pjevana, no Nicky je predložio klarinet kao najprikladnije glazbalo uz glavnu vokalnu dionicu.
"Storms in Africa" nastala je nakon što je Enya odsvirala melodiju na sintesajzeru Juno-60 na koji je Nicky postavio zvuk služeći se funkcijom arpeggiator, nakon čega je zamolio Enyu da oblikuje pjesmu na temelju toga. Vratio se u studio nakon nekoliko sati i vidio da je Enya osmislila strukturu akorda u pjesmi, što ga je nadahnulo da predloži naziv za pjesmu. Kasnije je pomogao u "usmjeravanju" i oblikovanju aranžmana. Pjesma je dobila ime nakon snimanja. Snimljene su dvije inačice pjesme – na jednoj je tekst na irskom, a na drugoj je na engleskom jeziku. Roma je izjavila da se svima više svidjela irska inačica i da su je zato uvrstili na album. Inačica na engleskom, pod imenom "Storms in Africa (Part II)", pojavila se na B-strani singla za "Storms in Africa" 1989. godine i kao bonus skladba na kasnijim izdanjima Watermarka.
Govoreći o pjesmi "Exile" 2002. godine Roma je izjavila da tematiku samoće i odvojenosti od voljene osobe prate i "nada i upornost" da će se ponovno sastati. Enya izvorno na pjesmi nije pjevala konkretne riječi, ali Dickins je smatrao da bi pjesma bila bolja s pravim tekstom, a pogotovo poetskim uratkom Wilfreda Owena. Roma je znala za neke Owenove radove i napisala je tekst nadahnut njegovim stilom pisanja. Enya i Nicky u pjesmu su željeli uvrstiti i šakuhači, japansku flautu, no nisu uspjeli naći dovoljno dobrog svirača. Nicky je objasnio da su umjesto toga unajmili "cigana da odsvira flautu". Vokalna je inačica objavljena na B-strani Enyina singla "Book of Days" iz 1992. pod imenom "As Baile".
"Miss Clare Remembers" prerađena je inačica istoimene klavirske instrumentalne skladbe koju je Enya prvotno snimila 1983. godine – bio je to njezin prvi samostalni rad. Objavljena je 1984. na albumu Touch Travel, audiokaseti različitih glazbenika. Tijekom ponovnog snimanja pjesme za Watermark Enya i Nicky razmišljali su o tome da pjesmi dodaju vokale i ostale instrumente, ali na koncu su se složili da najbolje zvuči kao klavirska skladba. Naziv pjesme aludira na istoimenu knjigu engleske spisateljice Miss Read, čiji su se opisi seoskog života i tamošnjih ljudi svidjeli Enyi. Roma je izjavila da pjesma "prikazuje naivnost i nevinost doba i mjesta udaljenih od vrtloga i pritiska sofisticiranog društva".

### B-strana
"Orinoco Flow" posljednja je pjesma napisana za album, no Enya je izjavila da je rad na njoj bio zahtjevan – nekoliko puta prekidala je snimanje i vraćala se pjesmi nekoliko tjedana kasnije. Spomenula je da je nepostojanje rokova za predaju albuma, nešto što joj je bilo omogućeno u ugovoru s Warnerom, dovelo do toga da se pjesma mogla razvijati dok "je na kraju nismo poslušali i rekli 'dobro je'". Nastala je iz rifa koji je oblikovala nakon što joj je Nicky predložio da odsvira melodiju u pet različitih oktava; aranžman je ostao u svojem prvotnom obliku dok nisu shvatili da im je potrebna još jedna pjesma za album. Pjesma se razvila iz prvotnog rifa, koji je pak postao dio refrena. Na ranijoj inačici pjesme nije bilo bridgea, a stih "Sail away..." ponavljao se nakon svih drugih stihova; Dickins je kasnije izjavio da ga je to "dovodilo do ludila", ali da je uvidio potencijal u njoj. Uvod počinje pizzicatom, zbog čega je uspoređivan sa singlom "Can't Get Used to Losing You" Andyja Williamsa iz 1963. godine. Upravo je uvod nadahnuo Romu da napiše tekst za pjesmu nakon što ga je čula dok je gledala kroz prozor studija i vidjela svoju djecu kako skakuću. Dickins i Cullum spominju se i u tekstu pjesme: "We can steer, we can near with Rob Dickins at the wheel. We can sigh, say goodbye, Ross and his dependencies" ("Možemo usmjeravati, možemo se približiti kad je Rob Dickins za volanom. Možemo uzdisati i pozdraviti Rossa i njegove zavisne teritorije"); posljednji dio stiha aludira na regiju na Antarktici poznatoj kao Rossov zavisni teritorij. Dickins je saznao za te stihove tek nakon objave albuma i u početku ga je bilo stid, zbog čega je želio da se ti dijelovi promijene. Ipak, prigrlio ih je nakon što se singl pojavio na prvom mjestu ljestvice. Izjavio je: "Nakon svih ovih godina, ako čujem taj stih... Ne mogu se prestati smiješiti."
"Evening Falls..." pjesma je koju je Roma nazvala "pjesmom o putujućem duhu". Roma je utemeljila pjesmu na priči o duhovima u kojoj žena neprestano sanja o kući u Americi, a nekoliko godina kasnije igrom slučaja naiđe na nju u Engleskoj. Nakon što je ušla u kuću, njezini su je se stanari preplašili – izjavili su da je opsjedala kuću svaki put kad ju je sanjala. Nicky je smatrao da je Enyina melodija prigodna za takvu priču, zbog čega je Roma napisala tekst o tome.
"River" je instrumentalna skladba kojoj je ime podario Nicky jer ga je glazba podsjetila na rijeku. Znao je da Enya na koncu odlučuje kakvi će biti nazivi pjesama, no njoj se takav prijedlog svidio i prihvatila ga je. Pjesma je snimljena u otprilike deset minuta – Enya je istovremeno svirala i snimala pjesmu na vrpcu. O Enyinu stilu skladanja te pjesme Nicky je rekao: "Pet je sintesajzera u obliku MIDI, ali onda svira akorde iznad tih nasumičnih arpeggiatora, a note iskaču tamo gdje ih ne očekujete. Na neki način joj je pošlo za rukom učiniti da to sve funkcionira". Klavijatura PPG Wave naknadno je iskorištena za ostale zvukove.
"The Longships" aludira na vikinške ratne brodove; Vikinzi su u njima napali Irsku 795. godine i stigli u Dublin do 841. godine.
U pjesmi "Na Laetha Geal M'óige", koja u prijevodu s irskog glasi "Svjetliji dani moje mladosti", Enya se prisjeća vlastita djetinjstva i na irskom posvećuje pjesmu baki i djedu.

## Naslovnica
Omot za Watermark ilustriran je prema dizajnu grafičkog dizajnera Laurencea Dunmorea. Naslovnicu na kojoj je prikazana Enya izradio je David Hiscook u suradnji s dodatnim fotografom Russelom Yamyjem, a povrh toga rukom je nacrtano "mnoštvo slojeva slika". Dickins je shvatio da je dizajn omota važan u marketinškoj kampanji i želio je osigurati uspjeh albuma jer "to nije stil glazbe koji lako dolazi na Radio 1... Trebao je to biti omot u koji se lako zaljubiti... Mislim da doista tako i funkcionira – u izlozima izgleda zapanjujuće." Enya je bila "vrlo zadovoljna" naslovnicom; nazvala ju je "vrlo klasičnom" i "ukusnom s obzirom na glazbu" jer ju ne prikazuje kao najnoviju "djevojku na sceni", što je primjerice bio slučaj s ostalim tadašnjim glazbenicama kao što su Madonna i Kylie Minogue. Ilustracija je nadahnula glazbeni spot za "Orinoco Flow". Dickins nije želio izraditi detaljnu knjižicu albuma i tekstove s prijevodima jer je želio da slušatelji sami osmisle slike i odrede značenje tekstovima kad slušaju album; tu je odluku Enya podržala.

## Objava i komercijalni uspjeh
Kako bi pobudio interes za album, Warner je organizirao privatni prijam u Serpentinskoj galeriji u Hyde Parku i Westbury Hotelu u Londonu na kojem se slušao album tjedan dana prije objave. Watermark je objavljen 19. rujna 1988. u Ujedinjenom Kraljevstvu; u Sjedinjenim je Američkim Državama objavljen 10. siječnja 1989. godine. Bio je uspješan na glazbenim ljestvicama; prvo se u tjednu 15. listopada 1988. pojavio na 46. mjestu ljestvice UK Albums Chart, a zatim se u sljedeća tri tjedna popeo na peto mjesto. Nakon prvotne objave proveo je 54 tjedna na ljestvici, a uzme li se u obzir to da se vraćao na nju nekoliko puta između 1989. i 1995., na njoj je ukupno proveo 99 tjedana. U Sjedinjenim Državama debitirao je na 100. mjestu ljestvice Billboard 200 u tjednu 4. veljače 1989. godine. Vrhunac je ostvario na 25. mjestu u tjednu 22. travnja 1989. Na ljestvici je proveo ukupno 39 tjedana. On the Billboard New Age Albums chart, the album reached its peak position of number two during its 286-week stay. Uradak se pojavio na prvom mjestu na Novom Zelandu i u Švicarskoj.
Do siječnja 1989. Watermark je prodan u preko 20.000 primjeraka u Irskoj i 300.000 primjeraka u Ujedinjenom Kraljevstvu. Pet godina kasnije postigao je četverostruku platinastu nakladu u Ujedinjenom Kraljevstvu zbog prodaje 1,2 milijuna primjeraka. U Sjedinjenim Državama Watermark je u prva četiri mjeseca nakon objave prodan u 500.000 primjeraka. Nakon sedam godina postigao je četverostruku platinastu nakladu u SAD-u zbog četiri milijuna prodanih primjeraka. Od ožujka 1995. i ožujka 1996. prodano je još milijun primjeraka u SAD-u. U studenom 2008. Billboard je izvijestio da je od 1991. prema podatcima Nielsen SoundScana u SAD-u prodan 3,877.571 primjerak albuma. Diljem svijeta prodano je otprilike 8 milijuna primjeraka.
Enya je od 1988. do 1991. objavila četiri singla s Watermarka. Glavni singl, "Orinoco Flow", objavljen je u listopadu 1988. i pojavio se na 29. mjestu britanske ljestvice singlova. Zatim se u drugom tjednu popeo na drugo mjesto, a u trećem je stigao na prvo, na kojem je ostao tri tjedna. Prvi je Warnerov singl koji se pojavio na prvom mjestu te ljestvice u šest godina. Singl je postigao srebrnu nakladu nakon što je u prvom mjesecu objave prodan u 250.000 primjeraka. Dickins je primijetio da je dio slušatelja zbunjivao naziv pjesme i da su pri kupnji prodavače tražili pjesmu "Sail Away", zbog čega je naredio da se na idućim izdanjima naziv promijeni u "Orinoco Flow (Sail Away)". Singl je postao uspješan u Sjedinjenim Državama nakon što su ga počele reproducirati radiopostaje specijalizirane za progresivni rock, Top 40 i new age. "Evening Falls..." također je objavljena 1988. godine; pojavila se na trećem mjestu u Irskoj i dvadesetom mjestu u Ujedinjenom Kraljevstvu. Poslije toga objavljen je singl "Storms in Africa", koji se našao na 12. mjestu u Irskoj i 41. mjestu u Ujedinjenom Kraljevstvu. Godine 1991., nakon što se pojavila u glazbama za filmove Zelena karta (iz 1990.) i Priča iz Los Angelesa (iz 1991.), pjesma "Exile" objavljena je kao četvrti singl. Za svaki je singl objavljen i popratni glazbeni spot – sve ih je režirao Michael Geoghegan i pojavljuju se u videokompilaciji Moonshadows, koju su 1991. godine na VHS-u i LaserDiscu Warner Music Vision i Warner Reprise Video.
Enya je otišla na svjetsku medijsku turneju koja je trajala od rujna 1988. do svibnja 1989.; tijekom nje davala je izjave za tisak, radiopostaje i televiziju, potpisivala primjerke albuma i u usnoj sinkronizaciji izvodila pjesme s Watermarka. Među pjesmama koje je izvodila su "Orinoco Flow", koju je 19. listopada 1988. izvela u britanskoj glazbenoj emisiji Top of the Pops, i "Storms in Africa", koju je izvela 1989. godine na World Music Awardsu u Monte Carlu.
Na 32. dodjeli nagrada Grammy 1990. godine "Orinoco Flow" nominiran je za nagradu Grammy za najbolju new age izvedbu i najbolji glazbeni spot.

## Recenzije
Watermark je dobio uglavnom pozitivne kritike. U recenziji za Hot Press u travnju 1988. Liam Fay napisao je da je album "bogat prizorima, zvukovima i iskustvima za cijeli život; zajedno stvaraju uredan i lucidan zvučni akvarij". Pohvalio je orkestru nalik vokale na pjesmi "Cursum Perficio", instrumentaciju na pjesmama "Storms in Africa", "The Longships" i "Exile", kao i "izvrsni tekući pop" pjesme "Orinoco Flow", za koju je izjavio da bi "trebala biti uspješnica". Fay je izjavio da tekstovi u takvom obliku glazbe mogu biti slaba točka, ali da su Romini tekstovi "integralni i tako idealno oblikovani da Enyin glas može lebdjeti između praznina i pauza". Za "Na Laetha Geal M'óige", "On Your Shore", i "Evening Falls..." komentirao je da zvuče "previše nalik himnama", ali da se takve mane gotovo niti ne naziru u usporedbi s ostatkom albuma i načinom produkcije Ryanovih, koja "pokazuje različite boje" pri svakom slušanju. Joe Brown pohvalio je uradak u The Washington Postu, u kojem ga je nazvao "divnom zbirkom polumističnog popa" koji se nalazi "negdje izvan glavne struje popa, a istovremeno je izvan zašećerenih plićaka new agea". "Orinoco Flow" opisao je "prilično romantičnom" i pohvalio je produkciju na pjesmama "Evening Falls..." i "Miss Clare Remembers", koje stvaraju "atmosferu nalik onoj u katedrali pomoću zborskih vokala snimljenih na više kanala i sjajnih odjeka".
Recenzija Billa Hendersona objavljena je u Orlando Sentinelu, u kojoj je uratku dao četiri zvjezdice od njih pet. Izjavio je: "Fino. Taj pridjev opisuje melodije Enye", čiji "umjetnički rad postaje zbir svojih dijelova – lagan poput šapta, snažan poput vriska". Usporedio je njezin stil s onim britanske pjevačice Claire Hamill, no napomenuo je da je Enyin "mnogo bolji". Pohvalio je njezine intimne pjesme kao što je "On Your Shore" u kojima se slušatelje poziva da se prisjete domova svoje prošlosti, da otiđu na "gorko-slatko putovanje". Iako mu instrumentalne pjesme predstavljaju "jednostavne i ugodne glazbene ideje", smatra da ih zasjenjuju vokalne skladbe jer je "njezino pjevanje toliko snažno da je neizmjerno očito kad ne pjeva". Komentirao je da "Na Laetha Geal M'oige" čini "jedna od najljepših melodija koju je itko u posljednje vrijeme snimio" i da je Enya pjeva tako snažno da irski tekst ne utječe na glazbu.
U izdanju časopisa Top za studeni 1988., koji objavljuje Tower Records, nalazi se recenzija Simona Younga, koji je izjavio da je Enya objavila "dobar, miran new age album; najbolje funkcionira kad se njezinu rajskom glasu pridruže suptilni elektronički komadići zvuka i više slojeva Clannadu nalik pratećih vokala s prizvukom daha". Jonathan Takiff svoju je recenziju za Philadelphia Daily News započeo ovako: "Kad vas ovaj stari svijet počne deprimirati, samo pustite... Watermark... i odletite u stanje blaženstva"; dodao je da Enya "spoj balada stare države i moderne tehnologije donosi na novu razinu stvarajući magičnu, misterioznu mješavinu koju bi se moglo nazvati "irskim new ageom" ili "keltskom ambijentalnom glazbom"". Izjavio je da se najviše ističe pjesma "Orinoco Flow", dok je "River" nazvao "božanstvenom instrumentalnom pjesmom". Zaključio je: "Nema ničeg ubrzanog što bi pokvarilo hipnotičku izmjenu plime i oseke. Samo se opustite i pustite da vas glazba preplavi." U recenziji otisnutoj u The Boston Globeu Steve Morse album je nazvao "serijalom bogatih slika iz snova koje spajaju vokalnu ljepotu tradicionalne irske pjesme sa sintesajzerskim tonovima snimljenim na više kanala"; usporedio ga je s radovima glazbenika koji se bave ambijentalnom i new age glazbom kao što su Jean-Michel Jarre, Vangelis i Brian Eno. Spomenuo je da je zvuk albuma "predivan" i primijetio je da je na cijelom albumu prisutna slika vode. Zaključio je: "To je album atmosfera – prava glazba za dušu".
Helena Mulkerns iz Rolling Stonea uradak je nazvala "bogatim atmosferičnim skladbama velikih proporcija" i "čudesnim zvučnim mozaikom". Naslovna pjesma "odvodi slušatelja u izmjenu plime i oseke koja prožima album", koji pak sadrži višestruke "upečatljive" i "dojmljive" vokale. Smatrala je da su Romini tekstovi "neukrašeni ali uvjerljivi", ali i da višejezičnost na određenim mjestima "obogaćuje" iskustvo slušanja, a ipak ne dominira previše. Kristine McKenna napisala je recenziju za Los Angeles Times i opisala uradak kao "koban derivat koji podsjeća na crkvene zborove i gregorijanske napjeve, ali ustvari zvuči samo kao neobično vjetrovita glazba new agea", zbog čega je "bljutava, bezbojna glazba idealna za dizala; to je album koji je više utemeljen na zvuku nego na tekstovima, melodiji ili bilo čemu drugome što u glazbu donosi emociju i ideje." U recenziji za The Village Voice Robert Christgau izjavio je da album "treba izbjegavati" i da se Enya koristi "starom, pouzdanom prevarom da su žene anđeli" u popularnoj glazbi dok "humanizira tehnologiju, izvodi banalne stihove na trima jezicima [...] i spominje Afriku, Orinoco i ostala duboka, mračna, udaljena mjesta".
U retrospektivnoj recenziji za AllMusic Ned Raggett izjavio je da je album "[Enyu] postavio na tron kao neočekivanu kraljicu nježne glazbe new agea s keltskim elementima"; dodao je da je njezina suptilnost dovela do snažnih pjesama.

## Popis pjesama
Sve je tekstove napisala Roma Ryan. Svu je glazbu skladala Enya. Producenti su Enya i Nicky Ryan.
| 1. | »Watermark« (instrumentalna pjesma)            | 2:24 |
| 2. | »Cursum Perficio«                              | 4:06 |
| 3. | »On Your Shore«                                | 3:59 |
| 4. | »Storms in Africa«                             | 4:03 |
| 5. | »Exile«                                        | 4:20 |
| 6. | »Miss Clare Remembers« (instrumentalna pjesma) | 1:59 |

| B-strana | B-strana                        | B-strana | B-strana | B-strana | B-strana | B-strana | B-strana | B-strana | B-strana |
| Br.      | Skladba                         | Trajanje |          |          |          |          |          |          |          |
| -------- | ------------------------------- | -------- | -------- | -------- | -------- | -------- | -------- | -------- | -------- |
| 7.       | »Orinoco Flow«                  | 4:25     |          |          |          |          |          |          |          |
| 8.       | »Evening Falls...«              | 3:46     |          |          |          |          |          |          |          |
| 9.       | »River« (instrumentalna pjesma) | 3:10     |          |          |          |          |          |          |          |
| 10.      | »The Longships«                 | 3:36     |          |          |          |          |          |          |          |
| 11.      | »Na Laetha Geal M'óige«         | 3:54     |          |          |          |          |          |          |          |
| 39:42    |                                 |          |          |          |          |          |          |          |          |

| Bonus pjesma na reizdanjima iz 1989. i 1991. godine | Bonus pjesma na reizdanjima iz 1989. i 1991. godine | Bonus pjesma na reizdanjima iz 1989. i 1991. godine | Bonus pjesma na reizdanjima iz 1989. i 1991. godine | Bonus pjesma na reizdanjima iz 1989. i 1991. godine | Bonus pjesma na reizdanjima iz 1989. i 1991. godine | Bonus pjesma na reizdanjima iz 1989. i 1991. godine | Bonus pjesma na reizdanjima iz 1989. i 1991. godine | Bonus pjesma na reizdanjima iz 1989. i 1991. godine | Bonus pjesma na reizdanjima iz 1989. i 1991. godine |
| Br.                                                 | Skladba                                             | Trajanje                                            |                                                     |                                                     |                                                     |                                                     |                                                     |                                                     |                                                     |
| --------------------------------------------------- | --------------------------------------------------- | --------------------------------------------------- | --------------------------------------------------- | --------------------------------------------------- | --------------------------------------------------- | --------------------------------------------------- | --------------------------------------------------- | --------------------------------------------------- | --------------------------------------------------- |
| 12.                                                 | »Storms in Africa (Part II)«                        | 2:59                                                |                                                     |                                                     |                                                     |                                                     |                                                     |                                                     |                                                     |
| 42:41                                               |                                                     |                                                     |                                                     |                                                     |                                                     |                                                     |                                                     |                                                     |                                                     |

| Bonus pjesma na japanskom reizdanju iz 2009. godine | Bonus pjesma na japanskom reizdanju iz 2009. godine | Bonus pjesma na japanskom reizdanju iz 2009. godine | Bonus pjesma na japanskom reizdanju iz 2009. godine | Bonus pjesma na japanskom reizdanju iz 2009. godine | Bonus pjesma na japanskom reizdanju iz 2009. godine | Bonus pjesma na japanskom reizdanju iz 2009. godine | Bonus pjesma na japanskom reizdanju iz 2009. godine | Bonus pjesma na japanskom reizdanju iz 2009. godine | Bonus pjesma na japanskom reizdanju iz 2009. godine |
| Br.                                                 | Skladba                                             | Trajanje                                            |                                                     |                                                     |                                                     |                                                     |                                                     |                                                     |                                                     |
| --------------------------------------------------- | --------------------------------------------------- | --------------------------------------------------- | --------------------------------------------------- | --------------------------------------------------- | --------------------------------------------------- | --------------------------------------------------- | --------------------------------------------------- | --------------------------------------------------- | --------------------------------------------------- |
| 13.                                                 | »Morning Glory«                                     | 2:28                                                |                                                     |                                                     |                                                     |                                                     |                                                     |                                                     |                                                     |
| 42:10                                               |                                                     |                                                     |                                                     |                                                     |                                                     |                                                     |                                                     |                                                     |                                                     |

## Zasluge
| Enya - Enya – vokali, klavijature, sintesajzer, produkcija, aranžman, adaptacija tekstova na irski jezik Dodatni glazbenici - Davy Spillane – low whistle (na pjesmi "Exile"); irske gajde (na pjesmi "Na Laetha Geal M'óige") - Neil Buckley – klarinet (na pjesmi "On Your Shore") - Chris Hughes – rototomi (na pjesmama 4 i 9); afrički bubnjevi (na pjesmi "Storms in Africa") - Nicky Ryan – pljeskanje (na pjesmi "Storms in Africa"); produkcija, aranžman | Ostalo osoblje - Ross Cullum – miksanje (svih pjesama osim "Orinoco Flow"); produkcija, tonska obrada - James "Jimbo" Barton – miksanje (pjesme "Orinoco Flow") - Pete Schwair – miksanje (pjesme "Storms in Africa (Part II)") - Rob Dickins – izvršna produkcija - David Hiscook – naslovnica - Russel Yamy – dodatna fotografija - Laurence Dunmore – dizajn |

## Ljestvice
| Ljestvica (1988. – 1989.) | Najviša pozicija |
| ------------------------- | ---------------- |
| Australija                | 8.               |
| Austrija                  | 15.              |
| Italija                   | 18.              |
| Japan                     | 7.               |
| Kanada                    | 8.               |
| Nizozemska                | 13.              |
| Norveška                  | 5.               |
| Novi Zeland               | 1.               |
| Njemačka                  | 6.               |
| SAD (Billboard 200)       | 25.              |
| Španjolska                | 5.               |
| Švedska                   | 5.               |
| Švicarska                 | 1.               |
| Ujedinjeno Kraljevstvo    | 5.               |